# Národní garda (1848)

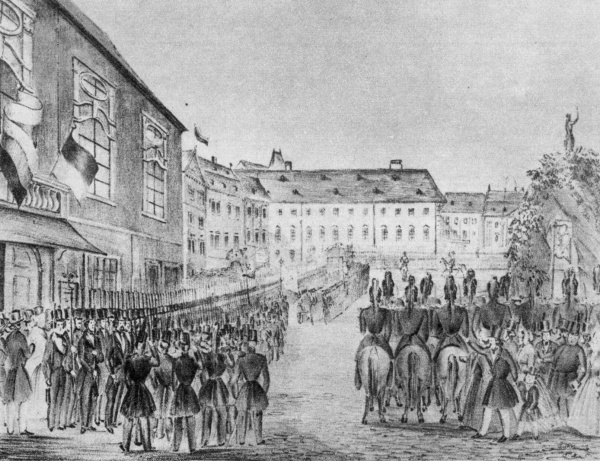
Přehlídka Národní gardy v Brně 5. června 1848

Národní garda (úředně také Národní stráž) byly ozbrojené složky vznikající v městech zemí koruny České aktivně od března 1848 a fungující do srpna 1851, kdy byly oficiálně zrušeny a odzbrojeny. Podmět k jejich vzniku dal Svatováclavský sjezd konaný 11. března 1848 ve Svatováclavských lázních jakožto návrh na vznik dobrovolnických ozbrojených oddílů vznikajících na obecních úrovních z řad místních mužů. Jejich vznik byl do velké míry manifestační a sloužil jak k posílení českého národního sebevědomí (jejich členy byli však též čeští Němci), tak k emancipace populačně i ekonomicky sílící měšťanské společenské třídě. K zakládání obdobných Národních gard docházelo v Revolučním roce 1848 po celé Evropě, například ve Francii nebo Polsku.

## Historie

### Vznik
Roku 1848 za vlády císaře Ferdinanda I. vrcholily snahy Čechů o vlastní sebeurčení v rámci Rakouského císařství na pozadí podobných procesů v Evropě, zejména pak revolučních procesů v Rakousku. Svatováclavský sjezd organizovaný spolkem Repeal, za přítomnosti například Františka Palackého, sepsal oficiální návrh pro vznik Národních gard, který byl předložen českému místrdržícímu Františku Antonínu Thunovi.
Vznik národních gard umožnil kabinetní list Ferdinanda I. z 14. března 1848. Pravomocně spadaly gardy pod říšské ministerstvo vnitra a další administrativní instituce na lokálních úrovních.

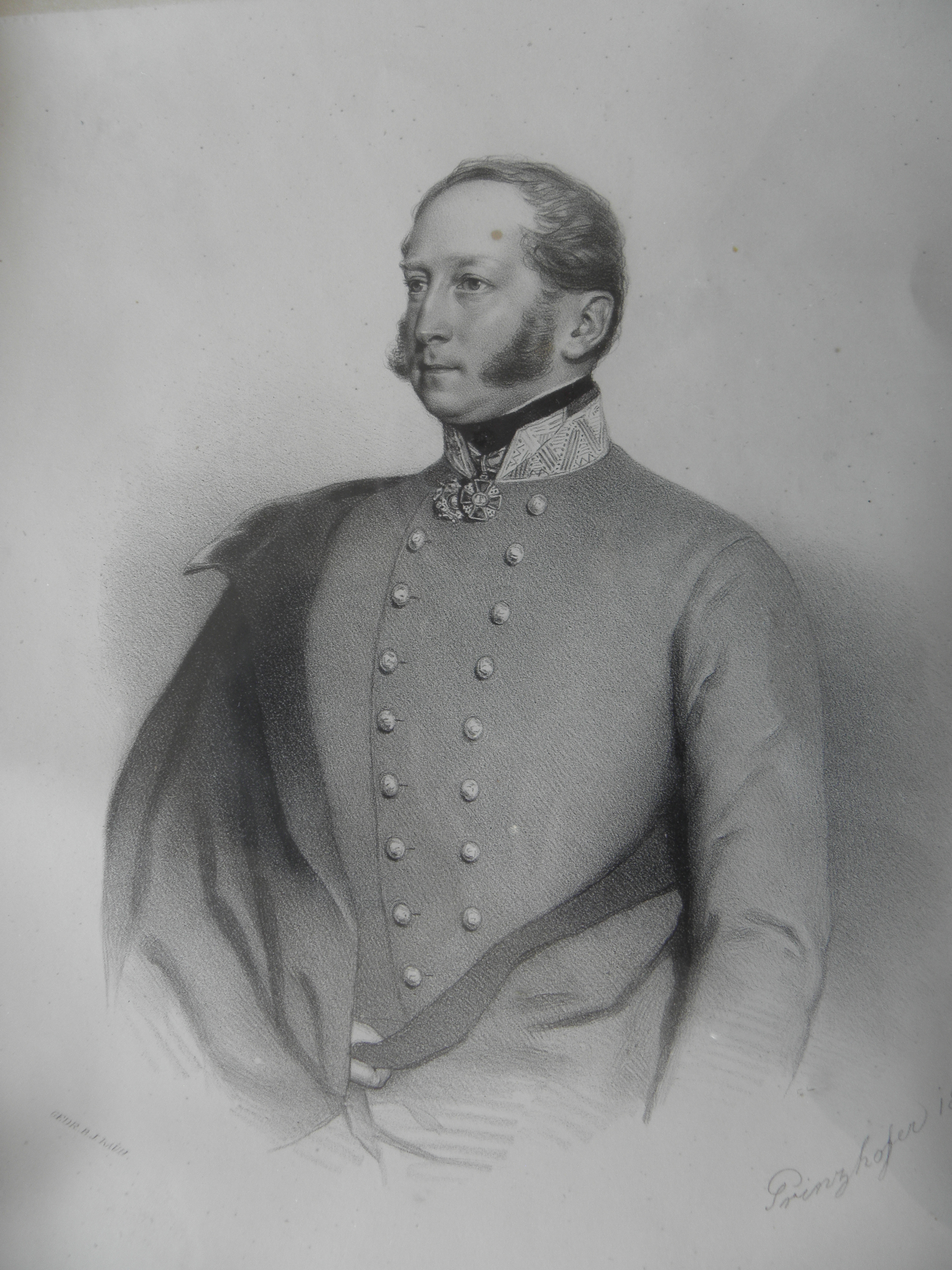
Josef František Lobkovic, důstojník jezdectva, velitel Národní gardy

V řádu následujících dnů začalo docházet ke vzniku Národních gard po celém území Čech, namátkou v Litomyšli, Ústí nad Labem, Plzni, v omezené míře pak na Moravě, například v Brně či Uherském Hradišti. Byla vytvořena oficiální uniforma, jejíž součástí byla stuha přes hruď v národních barvách bílé a červené. Výstroj a výzbroj gard byla obstarávána na lokální úrovni, která nebyla pro všechny jednotky sourodá. Řada gardistů se předtím sdružovala v ostrostřeleckých plucích. Důstojníci pražských měšťanských sborů na schůzce na Staroměstské radnici 26. března pak navrhli jako vrchního velitele knížete Karla II. Schwarzenberga. Ten v té době velel divizi c. k. Italské armády pod velením polního maršála Radeckého při tažení v Itálii a funkci odmítl, v polovině května byl pak velitelem zvolen Josef František Lobkovic. 13. dubna byla nejvyšším purkrabím Rudolfem Stadionem přijat prozatímní statut Národních gard, který nahradila Prozatímní pravidla vydaná 11. května místodržícím Thunem.

### Pražské červnové bouře

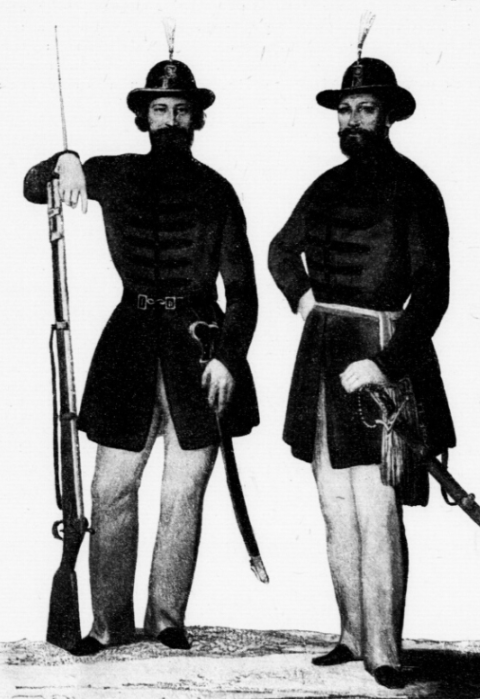
Dobové návrhy uniforem Národní gardy z roku 1848

Během červnové revoluce roku 1848 po Slovanském sjezdu byl gardám vydán oficiální příkaz se nezapojovat do ozbrojených střetů revolucionářů a jednotek generála Windischkratze v Praze, jejich eventuální rychlá mobilizace, kdy by naopak mohly zasáhnout do bojů v prospěch vzbouřenců, nebyla tehdy technicky možná. V souvislosti s událostmi odstoupil Josef František Lobkovic jako velitel oddílů. Přesto některé izolované skupiny členů Národních gard v červnových dnech do Prahy přijely a do ozbrojených akcí na barikádách se zapojily, řada těchto mužů byla po potlačení povstání vystavena trestnímu stíhání. Řada bojovníků na barikádách v Praze pak na sobě měla uniformy a šatstvo s insigniemi Národní gardy.

### Rozpuštění
Po nástupu konzervativce a rakouského centralisty Alexandera Bacha do úřadu ministra vnitra Rakouského císařství roku 1849 a začátku éry tzv. Bachova absolutismu byla existence Národních gard vyhodnocena jako potenciálně nebezpečná pro rakouskou státní moc. V případě opakování revolučního dění by nebylo možné riskovat, že se ozbrojené jednotky nepřidají na stranu českých národních separatistů, bylo tedy rozhodnuto o jejich zrušení. Oficiálně byly Národní gardy rozpuštěny císařským patentem Františka Josefa I. z 22. srpna 1851. Dále byla vydána rozhodnutí o rozprodání a likvidaci zbraní, spisů, zástav či bubnů.

## Významní členové
Významné osobnosti společenského života, které byly členy Národních gard v letech 1848 až 1851:
- Jakob Sitka – člen NG v Jihlavě, pozdější starosta Jihlavy
- Josef František Hollmann – člen NG v Praze, účastník červnových bojů, básník a spisovatel
- Alois Pražák – člen NG v Uherském Hradišti, právník a poslanec